# Zàuiya
|  | Aquest article tracta sobre un edifici religiós. Si cerqueu la ciutat de Líbia, vegeu «Az Zawiyah». |

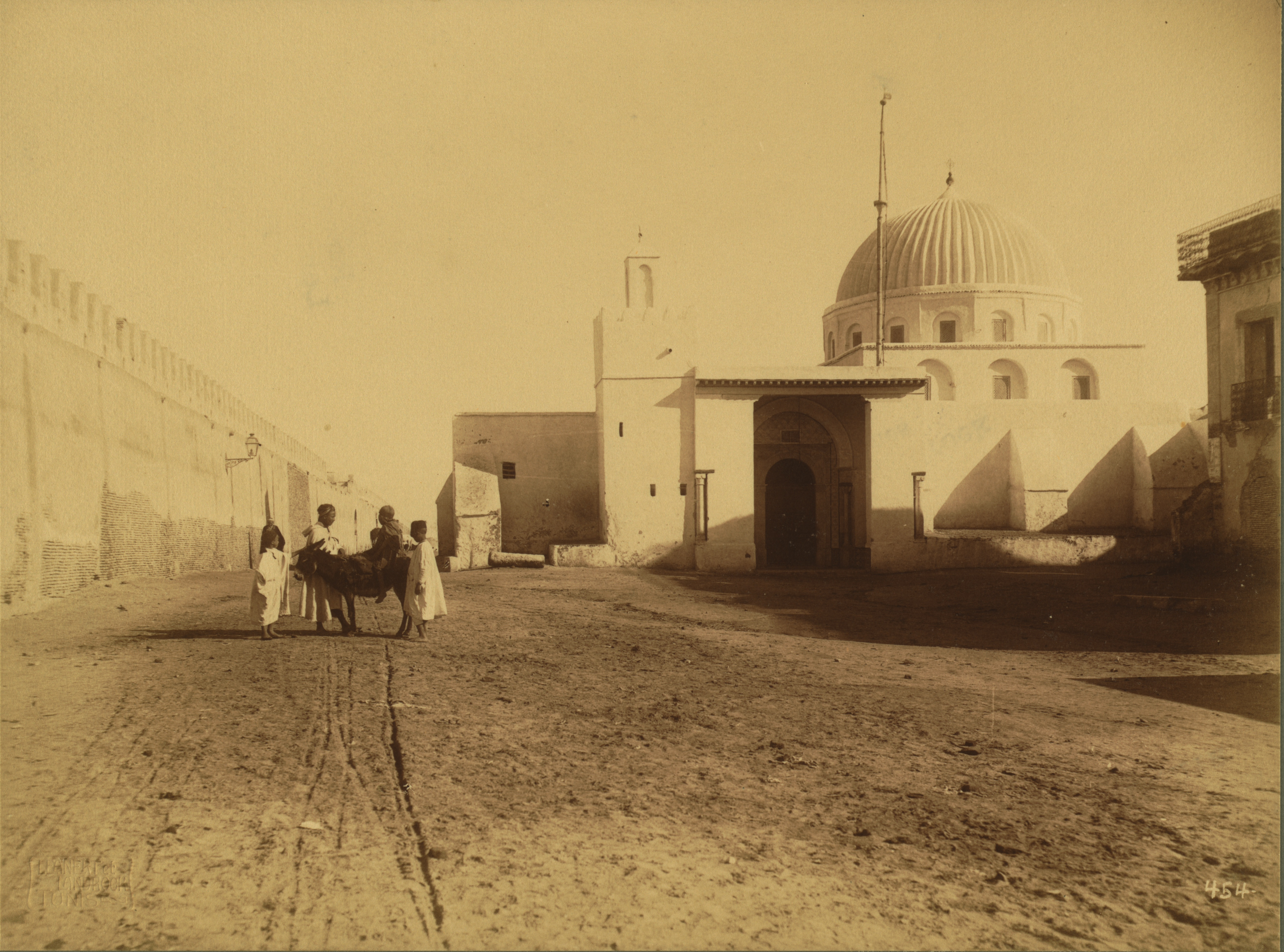
Zàuiya prop de Kairuan, a Tunísia; foto presa a principis del.

Una zàuiya o zàwiya (de l'àrab زاوية, zāwiya, pl. زوايا, zawāyā', literalment ‘racó’ o ‘angle [d'un edifici]’) era inicialment una cel·la d'un monjo cristià. Després, en el context islàmic, es va dir d'una mesquita petita, un oratori o un lloc de pregària. Al final de l'edat mitjana, a l'Àfrica del Nord, es va donar el nom de zàuiya a un edifici destinat a allotjar i mantenir a viatgers i membres d'una confraria sufí local.
Aurora Bertrana, a la seva obra El Marroc sensual i fanàtic (1936), en recull la forma zauïa.